# Den röda gåvan och andra noveller

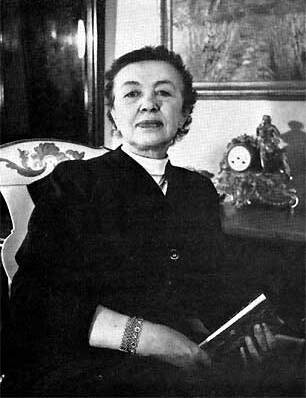
Stina Aronson.

Den röda gåvan och andra noveller är en postumt utgiven novellsamling av Stina Aronson från 1967. Boken har aldrig återutgivits och finns således endast i originalupplaga. Urvalet gjordes av Margit Rasmusson och Margit Abenius.